# Astragalus subinduratus
Astragalus subinduratus är en ärtväxtart som beskrevs av Nikolai Fedorovich Gontscharow. Astragalus subinduratus ingår i släktet vedlar, och familjen ärtväxter. Inga underarter finns listade i Catalogue of Life.